# Krakonoš
Krakonoš nebo též Rýbrcoul (německy Rübezahl, polsky Liczyrzepa) je bájný duch hor, který v různých podobách chrání celé Krkonoše před chamtivými hledači pokladů, pytláky a dalšími nenechavci.

## Jméno

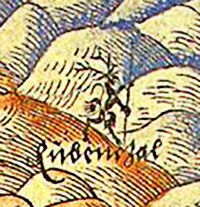
Rübenczal jako démon s ocasem na Helwigově mapě Slezska.

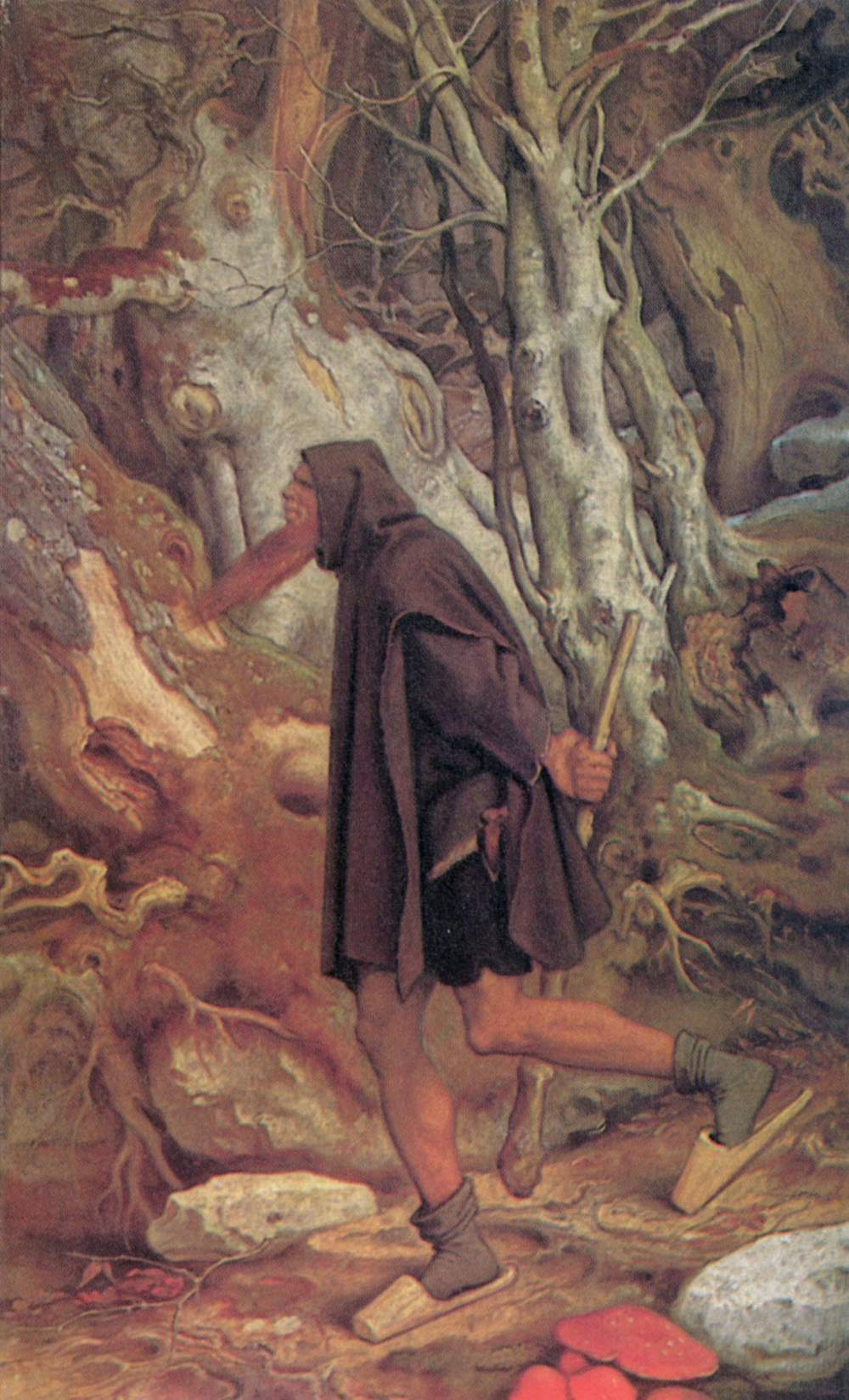
Rübezahl, Moritz von Schwind, 1859

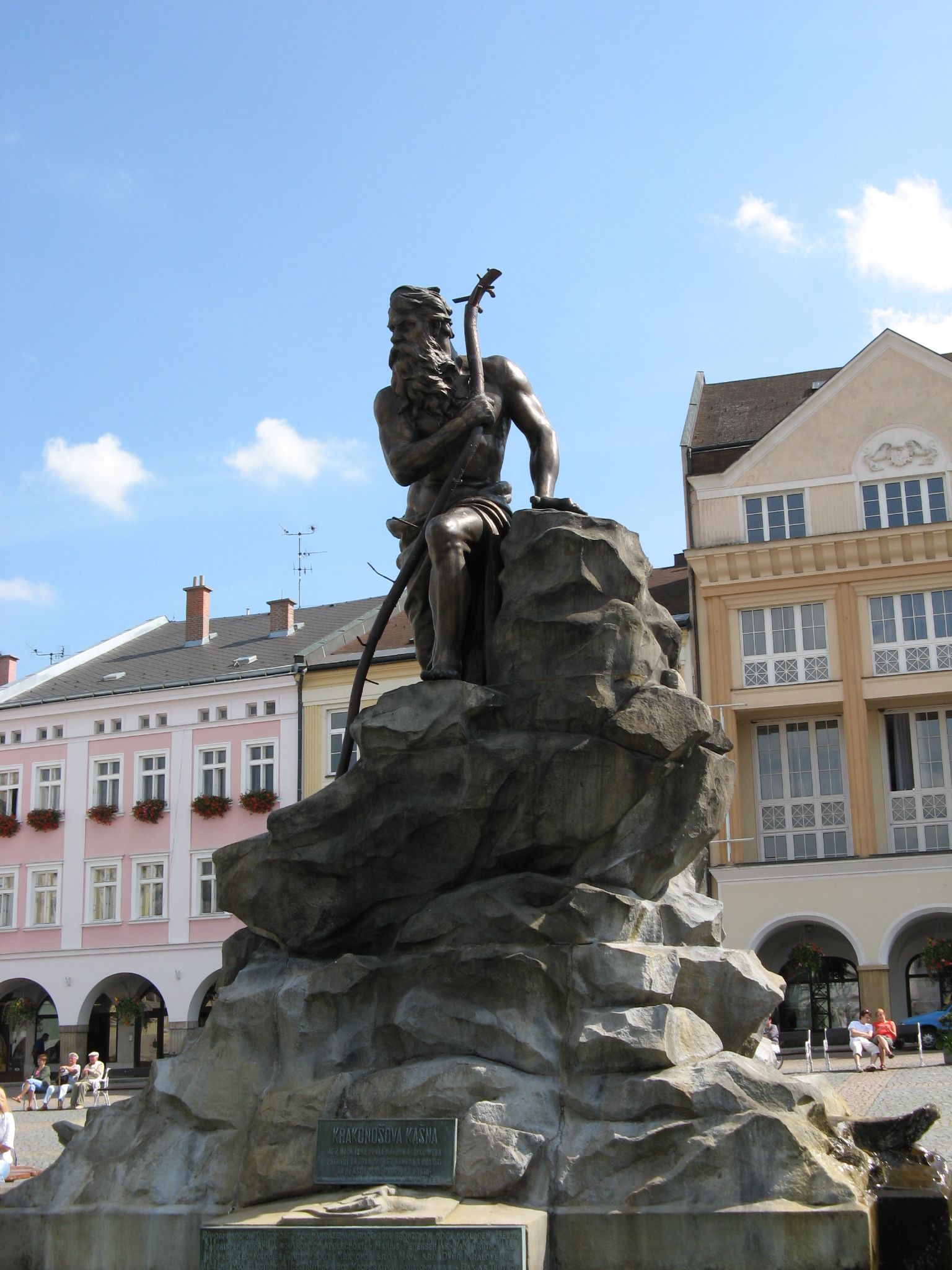
Krakonošova kašna v Trutnově

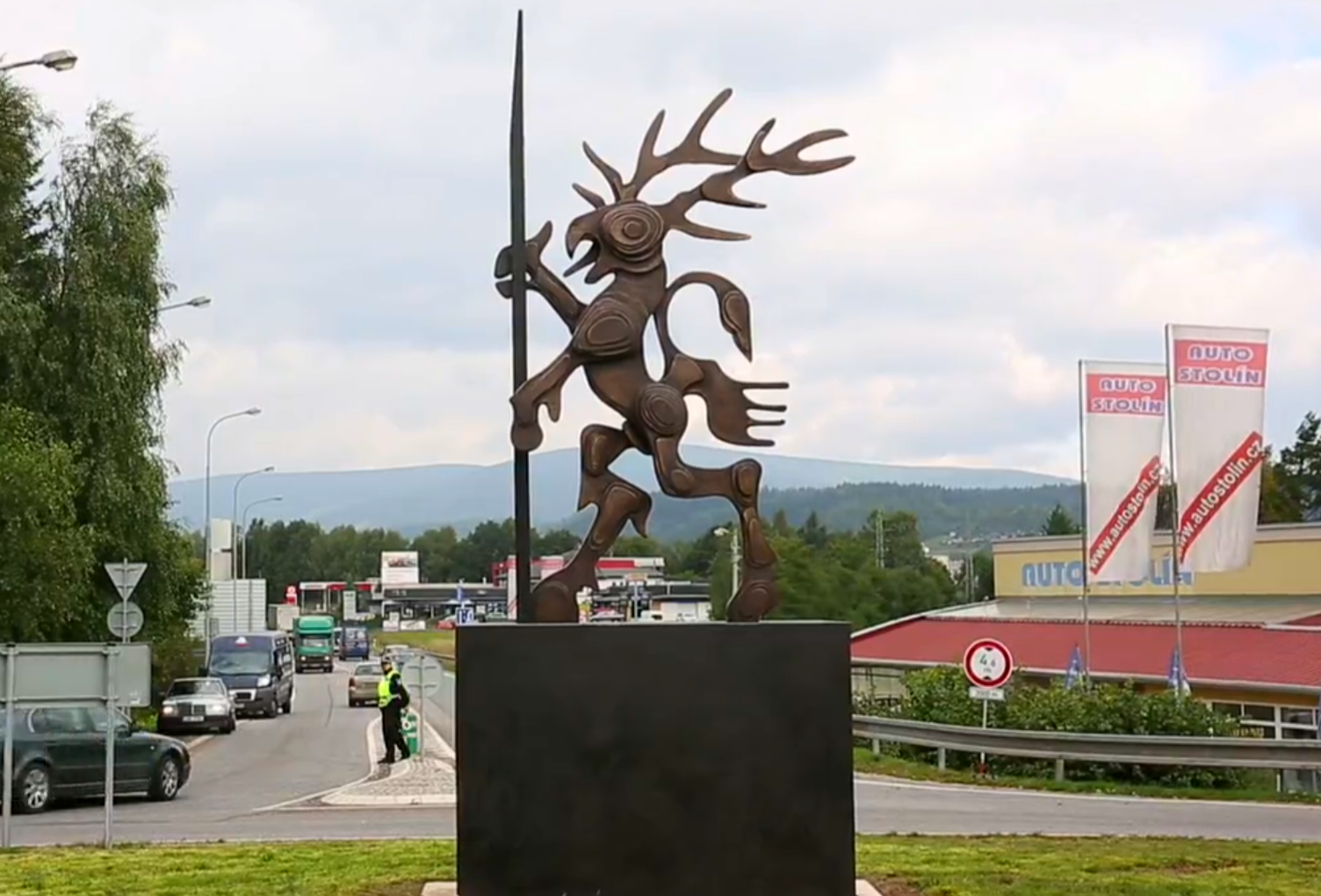
Jedno z vyobrazení pohanského Rýbrcoula jako předchůdce Krakonoše odhalené 18. září 2013 na kruhovém objezdu na Krkonošské ulici v Trutnově

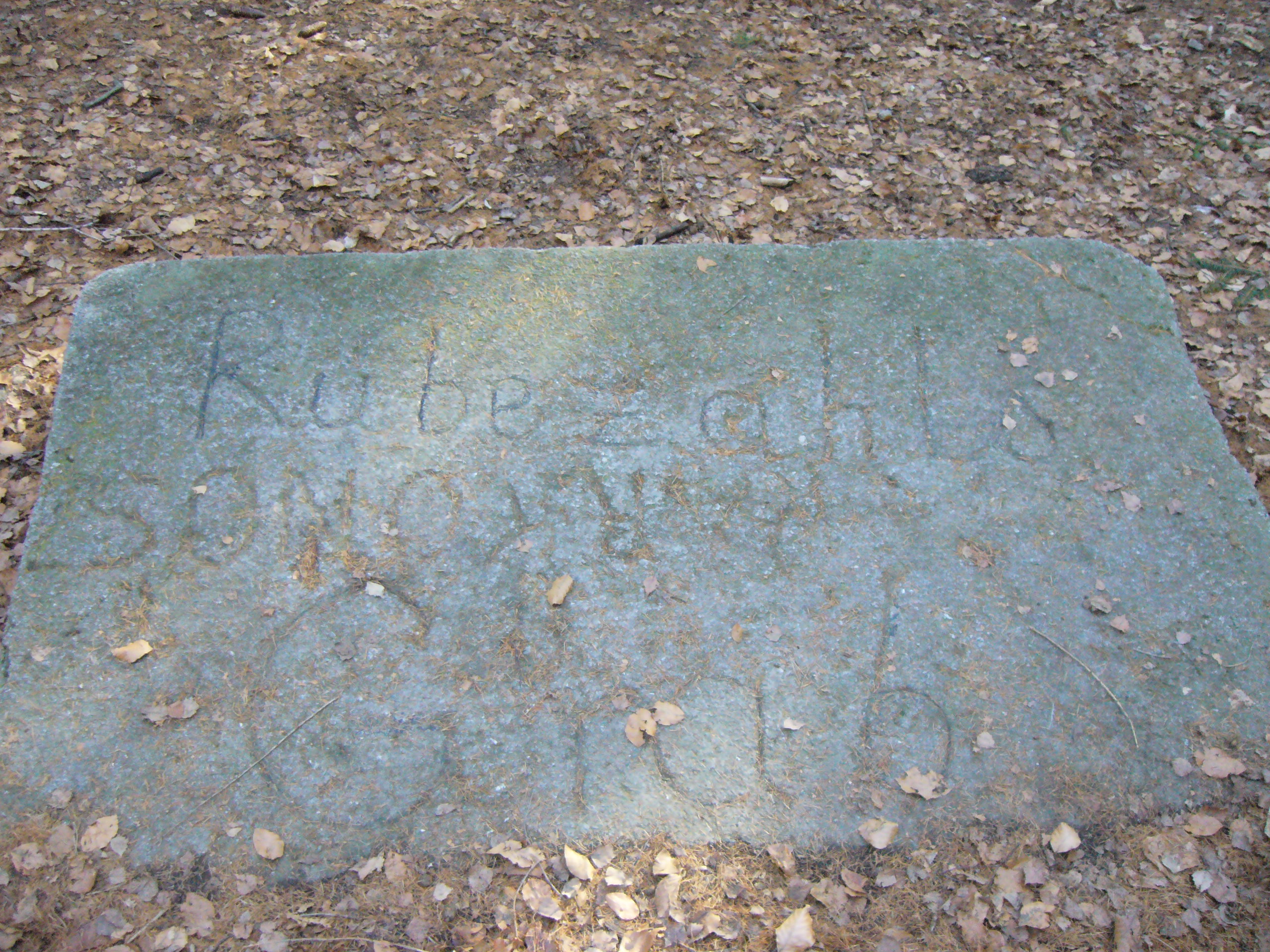
Rübezahls Grab – Krakonošův symbolický hrob ve Szklarské Porębě

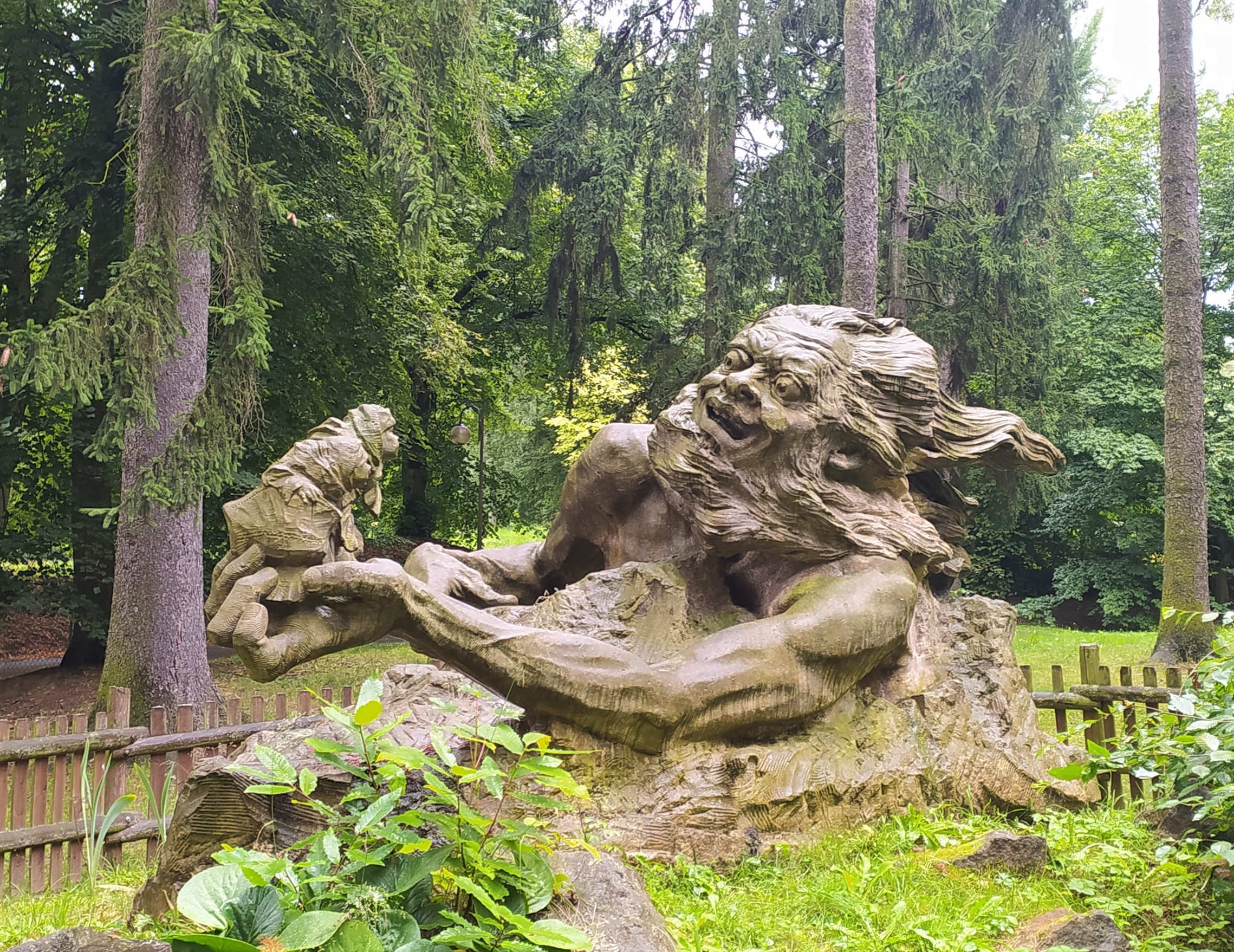
Ladislav Šaloun, Krakonoš, Hořice (1908)

Existuje mnoho variant tohoto jména, neboť pověrčiví němečtí horalé původně jeho jméno nahlas nevyslovovali. V době národního obrození byly zaznamenány pokusy o počeštění Rýbrcoula na Řepočeta (Rübe = řepa; zählen = počítat) podle pověsti vydané Johannem Karlem Augustem Musäem v jeho sbírce Volksmährchen der Deutschen (1782–1786). Poté v češtině zdomácněl dnešní Krakonoš, jehož takto prvně pojmenoval V. K. Klicpera v baladě Krkonošská kleč (1824). Toto jméno nejspíše pochází, stejně jako název horského hřbetu, od keltského kmene Corconti, který uvádí ve svém díle Klaudios Ptolemaios.[zdroj?]

## Historie
Nejprve byl Krakonoš stylizován jako zlý a všemocný živel, vládce větru a démon, trestající bez rozdílu všechny. Později byl vypodobňován i jako spravedlivý zastánce chudých v boji proti chamtivcům a nenasytům. Bývá zobrazován jako obr nebo také jako trpaslík, ale dokáže se převtělit v podstatě do kteréhokoliv tvora nebo předmětu. Je strážcem hor, různě škádlí pocestné, chrání chudé a pokud má špatnou náladu, posílá špatné počasí.[zdroj?]
První vyobrazení Krakonoše pochází z Helwigovy mapy Slezska z roku 1561.
V lidových vyprávěních se objevuje přibližně už v 15. a 16. století, nejprve v oblasti u německého a později i českého etnika v horách.
Z ústního podání do písemnictví vstoupil Krakonoš rokem 1618. Pražský helvetský kněz Havel Žalanský o něm napsal ve svém spisku O zlých anjělích neb ďáblích. Také další vzdělaný kněz, jezuita Bohuslav Balbín, rodák z Hradce Králové, ve svém díle Miscellanea historiae regni Bohemiae z roku 1679 líčí Krakonoše (Ribenzalla) jako strašidlo, zjevující se v podobě mnicha, horníka, myslivce, starce, ale i divokého koně, žáby, kohouta či havrana. Největší zásluhy na rozšíření legendy má však patrně univerzitní profesor, spisovatel a básník Hans Schultze, píšící pod pseudonymem Johannes Praetorius (1630–1680), který jej popsal v knize Daemonologia Rubinzalii Silesii. Novodobým vyobrazením Krakonoše jakožto vousatého, vysokého a silného horala je také inspirován večerníčkový seriál Krkonošské pohádky z roku 1974.
V Trutnově se uprostřed centrálního Krakonošova náměstí nachází Krakonošova kašna s jeho sochou z roku 1892 a v místním pivovaru Krakonoš vaří i stejnojmenné pivo. Větší množství chat a penzionů v celém regionu má rovněž po Krakonošovi své jméno. Figurky, sošky, plakety a další různá vyobrazení Krakonoše jsou neodmyslitelným symbolem Krkonoš a také typickým krkonošským suvenýrem.
Již od roku 1909 existuje tradice stavby Krakonošovy sochy ze sněhu na náměstí v Jilemnici.
Podle Krakonoše byla nazvána Solitalea podobná bakterie Ca. Krakonobacterium.

## V kultuře

### Knihy o Krakonošovi
- Ludmila Grossmannová Brodská: Nejkrásnější pohádky, báchorky a pověsti o pánu na krkonošských horách
- Ludmila Grossmannová Brodská:  Z říše Krakonošovy. 4. Praha: Šolc a Šimáček, 1930. ISBN neuvedeno.
- František Janalík: Když Krakonoš nekouká, 1. vydání 1980, 2. vydání 2002
- Marie Kubátová: Pohádky o Krakonošovi a Jak Krakonoš s Trautenberkem vedli válku – dětské knihy
- Amálie Kutinová: Krkonošské pohádky
- Johann Karl August Musäus: Volksmährchen der Deutschen (1782–1786), ve svazku 2: Legendy o Rübezahlovi (Legenden von Rübezahl) je uvedeno pět pověstí o Rübezahlovi, včetně vysvětlení jeho jména. Krakonoš se zamiloval do princezny Emy, která se chodila koupat do jedné krkonošské tůně. Krakonoš jí vykouzlil z tůně krásnou lázeň a nabídl jí sňatek. Princezna pochopila, že nad mocným duchem hor může zvítězit jen lstí. Naoko se sňatkem souhlasila a poslala Krakonoše přepočítat řepy na poli, ze kterých dokázal kouzlem vytvořit služebnictvo či domácí zvířata. Krakonošovi se ale počítání nedařilo, začínal stále znovu a znovu. Tohoto času princezna Ema využila a utekla. Krakonošovi pak zbyla posměšná přezdívka Rübezahl – česky Řepočet.[6][7]
- Ludmila Pelcová: Než Krakonošovi narostly vousy, Petrklíč, 1993
- Ludmila Pelcová: O Krakonošovi a Lucince aneb Jak se dobrák Krakonoš potká s Lucinkou z Krkonoš, Liberabooks, 2009
- Otfried Preußler: Moje knížka o Krakonošovi, překlad Ladislav Josef Beran, Praha : Vyšehrad, 1998, ISBN 80-7021-276-4
- Martin Stejskal: Labyrintem míst klatých, Praha : Eminent, 2011, ISBN 978-80-7281-415-2, heslo Rybrcoul
- Božena Šimková: Krkonošská pohádka (podle námětu Marie Kubátové), Liberec : King, 1992, ISBN 80-900789-0-7
- Božena Šimková: Anče a Kuba mají Kubíčka, Praha : Práh, 1993, ISBN 80-901278-6-X; Praha : Motto, 2005, ISBN 80-7246-302-0
- Václav Řezníček: Mandel šelmovství a kousků Krakonošových (1895)
- Stanislav Javor: Krakonoš, strážce hor (1934)
- Luisa Šebestová: Krakonoš, pán lesů a hor (1937)

### Krakonoš v hudbě
- Joseph Schuster: opera Rübenzahl, ossia Il vero amore (1789 Terst)
- František Vincenc Tuček: singspiel Rübezahl (1801 Vratislav)
- Carl Maria von Weber: romantická opera Rübezahl (1805 Vratislav)
- Franz Danzi: romantická opera Der Berggeist oder Schicksal und Treue (1813 Karlsruhe)
- Václav Vilém Würfel: opera Rübezahl (1824 Praha)
- Louis Spohr: opera Der Berggeist (1825 Kassel)
- August Conradi: komická opera Rübezahl (1849 Berlín)
- Francis Edward Bache: opereta Rubezahl (1853)
- Friedrich von Flotow: opera Rübezahl (1852 Retzin)
- Gustav Mahler: opera Rübezahl (1879–83), nedokončena, nedochována
- Arthur H. Bird: balet Rübezahl (1887)
- Josef Richard Rozkošný: opera Krakonoš (1889 Praha)
- Hans Sommer: opera Rübezahl und der Sackpfeifer von Neiße (1904 Braunschweig)
- Willy Czernik: symfonická báseň Rübezahl (1940)
- Jan Klusák: opera-pasticcio Bertram a Mescalinda aneb Potrestaná věrnost též Očarované housle Einsteinovy čili Krakonošův dar (2002 Praha)
- Trautenberk (hudební skupina): Himlhergotdonrvetr (2016)

### Televize, film
Uvedeny seriály a filmy a představitel Krakonoše:
- Krkonošské pohádky, 1974, 20dílný serial, František Peterka
- O vysoké věži, 1978, TV film, Jiří Sovák
- Krakonoš a…, 13dílný loutkový seriál, namluvil Bohuš Záhorský, později Václav Voska
  - …švec, 1975
  - …tovaryš, 1977
  - …fousatá Dontovka, 1977
  - …sklínkař Matěj, 1977
  - …správce Markvart, 1977
  - …kukačky, 1978
  - …zkrocení zlé ženy, 1979
  - …strašidlo, 1980
  - …poslíček, 1981
  - …pytlák, 1981
  - …ovčák, 1982
  - …škola, 1982
  - …mistr Jehlička, 1982

- Hejkalka, 1998, TV film, Jiří Schmitzer
- Krakonošův poklad, 2017, něm. TV film (Rūbezahls Schatz), Sabin Tambrea
- Krakonošovo tajemství, 2022, TV film, David Švehlík